# 愛媛県繊維染色工業組合
愛媛県繊維染色工業組合（えひめけんせんいせんしょくこうぎょうくみあい）は、愛媛県今治市蒼社町にある協同組合である。

## 概要
愛媛県で主にタオル用原糸の染晒加工を行う企業で構成される協同組合である。サイジングなどの共同加工事業などを手がけている。
組合加盟社は組合が発足した1965年には今治市を中心に24社だったが、仕事量確保などが困難となって廃業し、2018年現在実働8社、従業員計約400人に激減している。人材確保などが課題となる中、組合では展示会「IMABARI Color Show」（後述）の開催などの取り組みを行っている。

## 沿革
- 1950年4月 - 「今治糸染協同組合」を設立(組合員17名)。
- 1959年3月 - 市内宝来町南部に組合用地を購入し、独立した組合事務所を新築。
- 1960年11月 - 染晒工業用水不足のため蒼社川を水源とした今治糸染協同組合工業用水道が完成し、組合員17工場に送水を開始。
- 1965年11月 - 県下一円を区域とする「愛媛県タオル染色工業組合」を設立し、今治糸染協同組合の一般組合業務を継承(組合員24名)。
- 1968年6月 - 出資組合(64,500千円)に移行し、旧愛媛県立染色試験場跡地の払下げを受けて跡地に移転し、サイジングの共同施設を新設。
- 1971年11月 - 玉川ダムの竣工により今治地区県営工業用水道が完成し、日量55,800トンの工業用水の給水が始まる。
- 1975年8月 - 組合名称を「愛媛県繊維染色工業組合」に変更。
- 1980年2月 - 組合の新事務所舎屋が完成。
- 1986年3月 - サイジング機2台更新設置。
- 1988年3月 - 地域産業活路開拓ビジョンの作成。
- 1989年12月 - 東洋紡績今治工場跡地(今治市東門町五丁目)を購入。
- 1994年8月 - 大渇水のため工業用水が全面カット。
- 1996年8月 - 東洋紡績跡地をフジへ駐車場として賃貸借。
- 2013年9月 - 組合へ太陽光発電の導入。
- 2014年1月 - ボイラーの切替に伴い、燃料を重油から天然ガスへ移行
- 2016年7月 - 繊維染色産業基盤強化委員会が発足。
- 2017年
  - 6月 - 「今治の色」発信。
  - 12月 - 「Imabari Color Show」東京展開催。
- 2018年2月 - 「Imabari Color Show」今治展開催。
- 2023年5月 - 連携事業継続力強化計画認定。

## 取り組み

### IMABARI Color Show
「今治タオル」がブランド化によって有名になる一方で、タオルの品質を支える染色加工業は認知度が低く人材確保などが大きな課題となっている。組合では今治市内外に向けて今治地域の繊維染色産業を広く認知させ、今治タオルの品質を支える技術を発信することや、その職業価値の向上を図ることを目指し2017年より染色技術を紹介する展示会「IMABARI Color Show」を実施している。2017年12月に東京、2018年に今治で計15日間開かれたショーには延べ1万2千人が来場した。2019年以降も、毎年今治市内で開催されている。

### 廃棄綿くずの活用
タオルの原料の糸を染める工程で、うまく色が出なかった糸や表面が毛羽立ってできた綿くずが1社あたり1日に20キロから40キロほど廃棄されていることが課題になっている。組合では廃棄物の有効活用を模索しており、2024年には高知県の製紙会社などと連携し綿くずを原料に使い封筒を開発し販売を開始している。

## 構成組合員
- 越智源
- 蒼社染工
- 大和染工
- ツヅキボウ今治
- 東洋繊維
- 同心染工
- 西染工
- ミツクラ